# 5183 Robyn
Az 5183 Robyn (ideiglenes jelöléssel 1990 OA1) a Naprendszer kisbolygóövében található aszteroida. Eleanor F. Helin fedezte fel 1990. július 22-én.